# Louis Henri Loison
Louis Henri Loison (Damvillers, 16 mei 1771 - Chokier, 30 december 1816) was een Frans generaal tijdens de napoleontische oorlogen. Zijn naam staat gegraveerd op de Arc de Triomphe.

## Biografie
Louis Henri Loison ging al op jonge leeftijd dienen in het koloniale leger, maar een dienstverband van een jaar stopte hij al. Na het uitbreken van de Franse Revolutie keerde hij terug in het leger en in 1791 kreeg hij zijn eerste officiersbenoeming. Zo vocht hij tijdens de Eerste Coalitieoorlog mee tijdens de slag bij Wattignies. Loison wordt verantwoordelijk gehouden van de plundering van de Abdij Notre-Dame d'Orval. Hiervoor werd hij opgepakt door de regering, maar hij wist zijn proces te ontkomen en kon weer gaan dienen in het leger.
Na de instelling van het Directoire in 1795 zat hij voor enige jaren zonder leger, maar na de omverwerping ervan ging hij dienen onder maarschalk André Masséna. In 1804 ontving Loison het Legion d'Honneur. Hij vocht het jaar daarop onder de leiding van Michel Ney bij de slag bij Elchingen. Louis Henri Loison maakte deel uit van het leger dat in 1807 Portugal binnenviel. De jaren daarop diende hij op het Iberisch Schiereiland en wist hij een overwinning te behalen op de opstandelingen tijdens de slag bij Évora. Loison stond tijdens de Spaanse Onafhankelijkheidsoorlog onder het directe commando van Michel Ney. Na de verloren veldslag van Fuentes de Oñoro werd Auguste de Marmont aangesteld en werd Loison ontslagen van zijn commando aldaar.
In 1812 was Loison nauw betrokken bij de terugtocht van het Grande Armée uit Rusland. Een jaar later werd hij de commandant van het fort van Wesel, maar hij werd door Napoleon opgepakt omdat hij weigerde gehoor te geven aan zijn orders. In 1815 kwam hij opnieuw zonder commando te zitten en later dat jaar besloten hij om met pensioen te gaan. Hij overleed in december 1816 en werd begraven op het Père-Lachaise.